# Ford Ranger (international)
Pour les articles homonymes, voir Ford Ranger.
La Ford Ranger est un pick-up tout terrain fabriqué par le constructeur automobile américain Ford depuis 1982. Il en est actuellement à sa quatrième génération.

## Première génération (PE/PG/PH; 1998)
La première génération de Ranger est commercialisée de 1997 à 2005. La production a commencé en mai 1998 à l'usine AutoAlliance en Thaïlande, c'est l'un des premiers véhicules à sortir de la chaîne de production de la nouvelle usine de fabrication en coentreprise. C'est le cousin du Mazda B2500. Le Ranger PE/PG/PH est un Mazda B-Series de cinquième génération (UN) rebadgé avec un carénage avant retravaillé comme différenciation. Il est restylé en 2003. Ce modèle était vendu sous le nom de Ford Courier en Australie et en Nouvelle-Zélande.
À son introduction, trois moteurs étaient proposés. Le moteur essence est une unité de 2,6 litres qui produit 92 kW (125 PS; 123 ch) à 4 600 tr/min et 206 N⋅m (21,0 kg⋅m ) de couple à 3 500 tr/min, tandis que les moteurs diesel étaient soit une unité de 2,5 litres produisant 60 kW (82 PS; 80 ch) et un turbodiesel de 2,5 litres offrant 84 kW (114 PS; 113 ch) à 3 500 tr/min et 280 N⋅m (29 kg m) à 2 000 tr/min,. Le moteur turbodiesel est doté d'un seul arbre à cames en tête, de trois soupapes par cylindre, d'un refroidisseur intermédiaire, d'une injection indirecte de carburant et de deux arbres d'équilibrage internes pour réduire les vibrations et le bruit. Ford et Mazda ont décidé de ne pas utiliser de turbocompresseur conventionnel de type radial sur son nouveau moteur. Au lieu de cela, un nouveau turbocompresseur à flux de gaz d'échappement en diagonale est utilisé, censé améliorer l'efficacité de la charge, réduire le décalage du turbo et améliorer la réponse de l'accélérateur à basse vitesse.
Le véhicule avait reçu une cote de sécurité de deux étoiles par l'Australian New Car Assessment Program (ANCAP) en 2006. Des doubles airbags frontaux étaient facultatifs et n'étaient pas montés sur le véhicule d'essai.

### Lifting
Les modèles reliftés de fin 2002 disposent d'une nouvelle calandre, nouveaux phares, nouveau pare-chocs avant, ailes avant neuves et intérieurs améliorés,. Il a été redessiné pour imiter le design des pick-ups F-Series nord-américains. La direction assistée est désormais standard sur toute la gamme et remplace son rapport variable par un nouveau rapport de démultiplication fixe. En 2005, Ford a lancé un moteur turbodiesel de 2,5 litres à injection à rampe commune. Le moteur est doté d'un volant bimasse qui affine les réponses tout en réduisant les vibrations et un turbocompresseur à géométrie variable est utilisé pour réduire le décalage du turbo et étendre la bande de couple. L'architecture à rampe commune du moteur du Ranger a amélioré ses niveaux de bruit, de vibration et de dureté,.
La même année, Ford a également introduit une option de moteur V6 pour le Courier. Le modèle V6 était fabriqué en Thaïlande avant d'être envoyé en Afrique du Sud où il était accouplé au moteur V6 Cologne SOHC à course courte de 4,0 litres, précédemment repensé pour le Ford Explorer, qui produit 154 kW (209 PS; 207 ch) de puissance et 323 N⋅m (32,9 kg⋅m) de couple,. Le réservoir de carburant est également augmenté à 80 litres, en hausse de 10 litres par rapport aux modèles équipés des plus petits moteurs. Pour le modèle V6, les ingénieurs de Ford ont également réajusté les amortisseurs avant pour une meilleure qualité de conduite et un meilleur contrôle de la carrosserie sur les routes accidentées, par rapport aux modèles quatre cylindres en ligne.

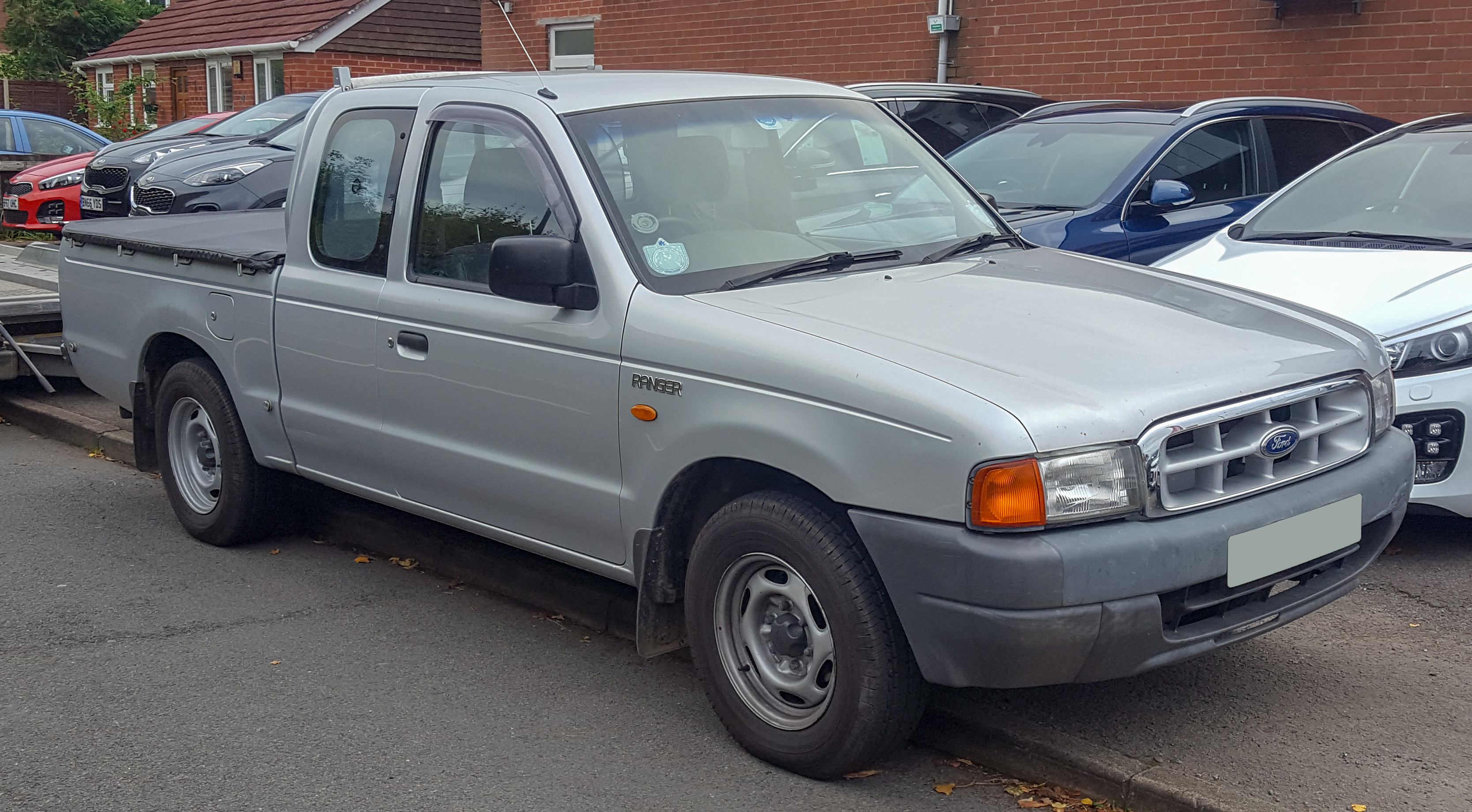
Single cabine (phase 1).
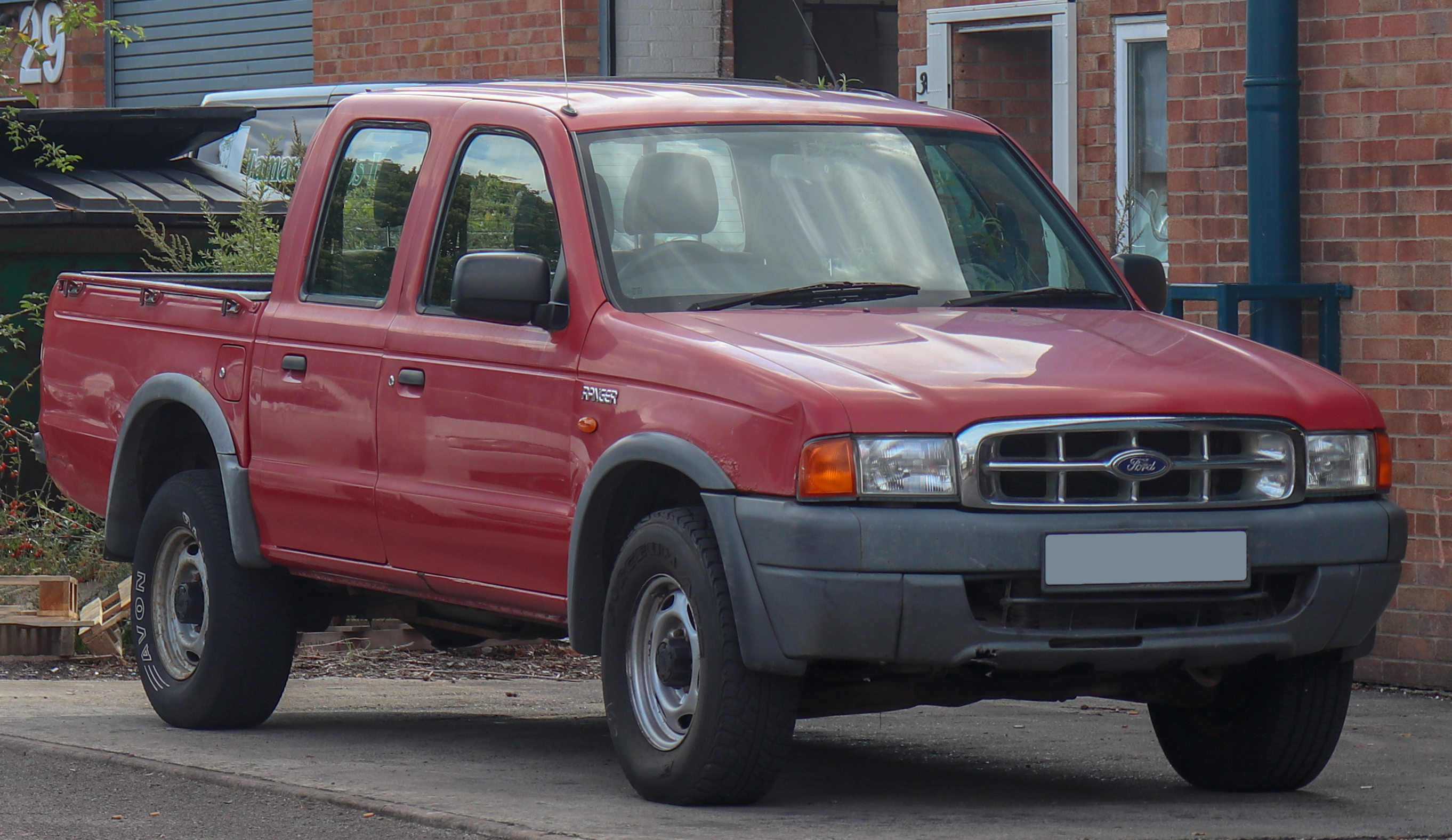
Double cabine (phase 1).
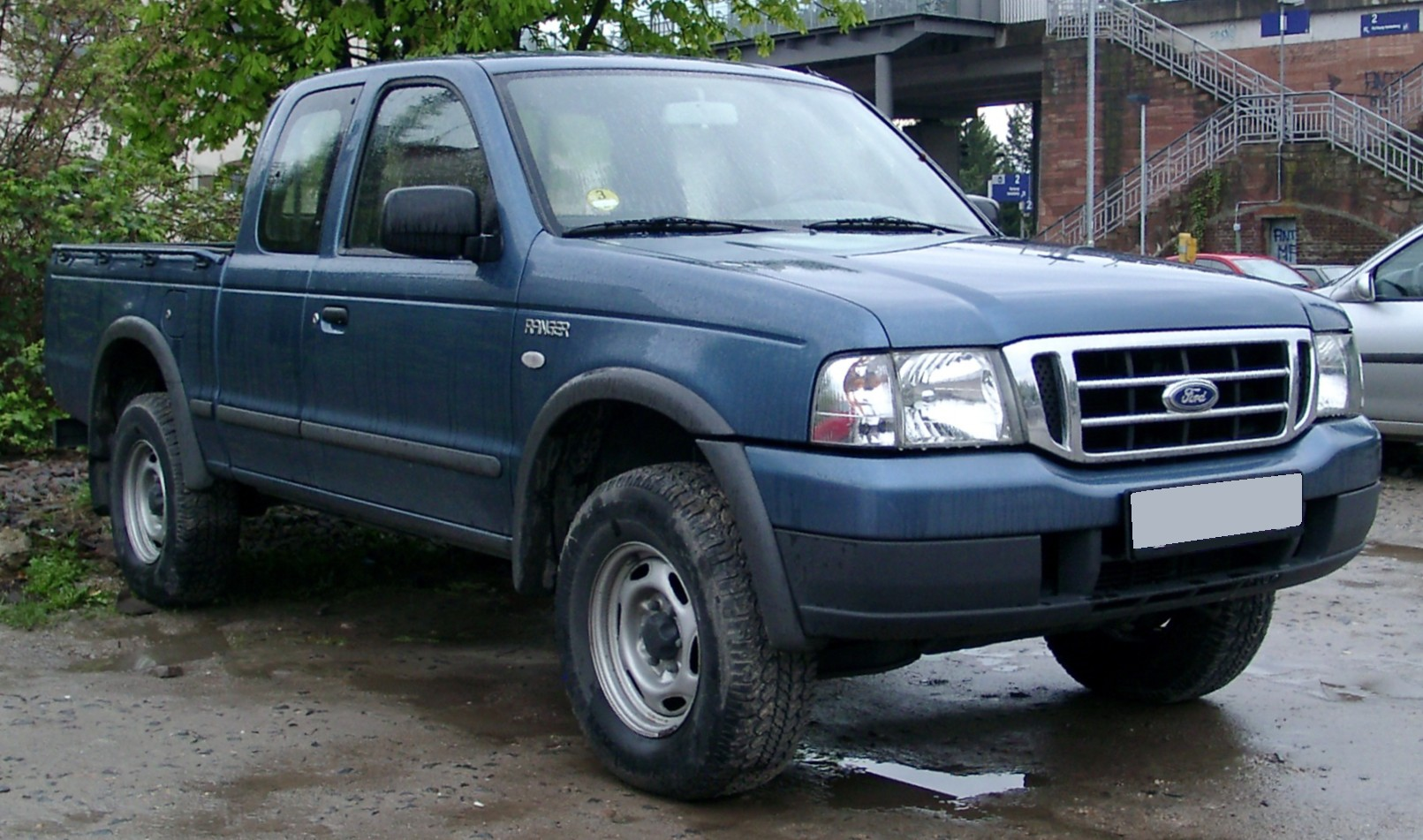
Simple cabine (phase 2).
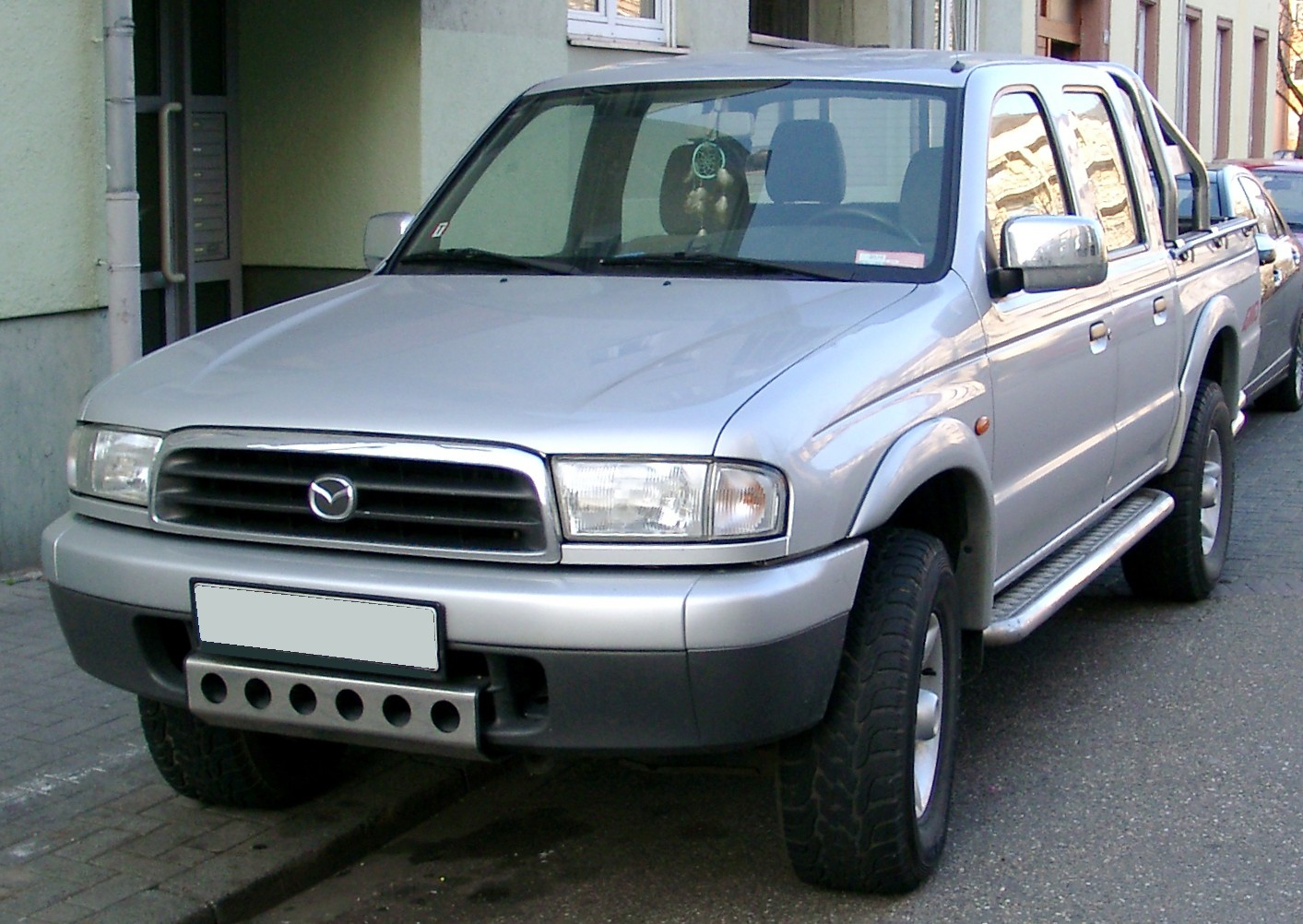
Mazda Série B.
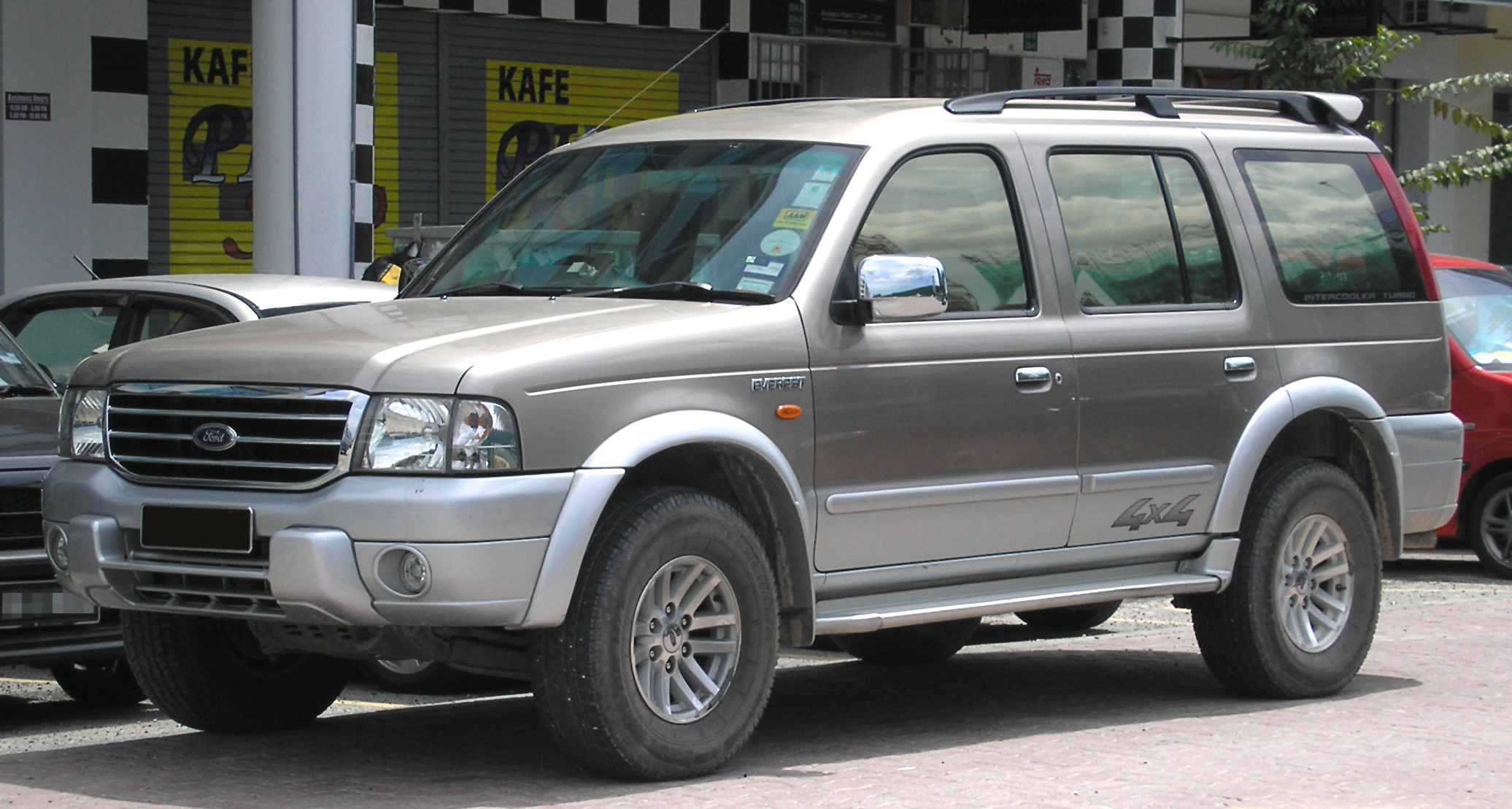
Ford Endeavour.

## Deuxième génération (PJ/PK; 2006)
Le design du Ranger PJ a été présenté en avant-première par le concept Ford 4-Trac qui a fait ses débuts au Salon de l'auto de Bangkok en décembre 2005. Le développement de la conception du concept car a été dirigé par le concepteur en chef de Ford Asie-Pacifique, Paul Gibson. La seconde génération de Ranger est commercialisée de 2006 à 2012, en Europe. La version de production a été conçue et construite en Thaïlande, en tandem avec le Mazda BT-50.
Alors que la précédente génération du Ranger était un Mazda B-Series rebadgé avec un carénage différent, le Ranger a maintenant un style distinct conçu par l'ancien chef du design de Ford Australie, Simon Butterworth. En conséquence, le Ranger PJ reprend le nouveau design de l'entreprise qui est apparu sur plusieurs pick-ups légers nord-américains de Ford. Bien que les changements soient drastiques par rapport au Ranger PE/PG/PH, d'où l'affirmation "tout nouveau" de Ford, il s'agit plutôt d'un réaménagement complet de l'ancien modèle.
En Australie et en Nouvelle-Zélande, la plaque signalétique Courier a été abandonnée au profit de Ranger, pour se démarquer de son image de «cheval de travail de base», et pour aligner le nom du modèle avec ses homologues asiatiques et européens,.
Ford n'a pas proposé d'option de moteur essence dans le Ranger PJ/PK, offrant à la place un choix de deux moteurs turbodiesel quatre cylindres à rampe commune, l'un de 2,5 litres, l'autre de 3,0 litres. Le moteur Duratorq DOHC de 2,5 litres est un turbodiesel à 16 soupapes, doté d'une injection directe de carburant à rampe commune Bosch et d'un turbocompresseur à géométrie variable. Il développe 141 ch (143 PS; 105 kW) à 3 500 tr/min et 330 N⋅m (34 kg⋅m) de couple à 1 800 tr/min, par rapport à l'ancienne unité turbo-diesel SOHC de 2,5 litres à injection indirecte qui produisait 121 ch (123 PS; 90 kW) et 262 N⋅m (26,7 kg⋅m) de couple. Alors que le plus gros moteur de 3,0 litres culmine avec 154 ch (156 PS; 115 kW) à 3 200 tr/min et 380 N⋅m (39 kg⋅m) à 1 800 tr/min. Les deux moteurs étaient à double arbre à cames en tête.

### Lifting
Le Ranger a fait peau neuve en 2009. Désigné sous le nom de Ranger PK, il a reçu un nouveau style avant et arrière qui avait été présenté en avant-première par le concept Ford Ranger Max à l'Exposition internationale de l'automobile de Thaïlande en 2008. Il comportait une nouvelle calandre à trois barres, un nouveau pare-chocs avant et un capot redessiné. Parmi les autres changements, citons la conception de feu arrière transparent, de nouveaux rétroviseurs extérieurs, des bouches d'aération latérales et un nouveau revêtement du hayon,. Une nouvelle finition sportive haut de gamme, le Wildtrak, a également été introduite. Les changements intérieurs incluent des sièges et des panneaux de porte nouvellement conçus, ainsi que de nouvelles couleurs et garnitures.
En 2012, il revient en Amérique avec une nouvelle face avant inspirée de son restylage de septembre 2009, pour remplacer l'ancienne génération américaine du Ford Ranger qui était produite de 1997 jusque là.

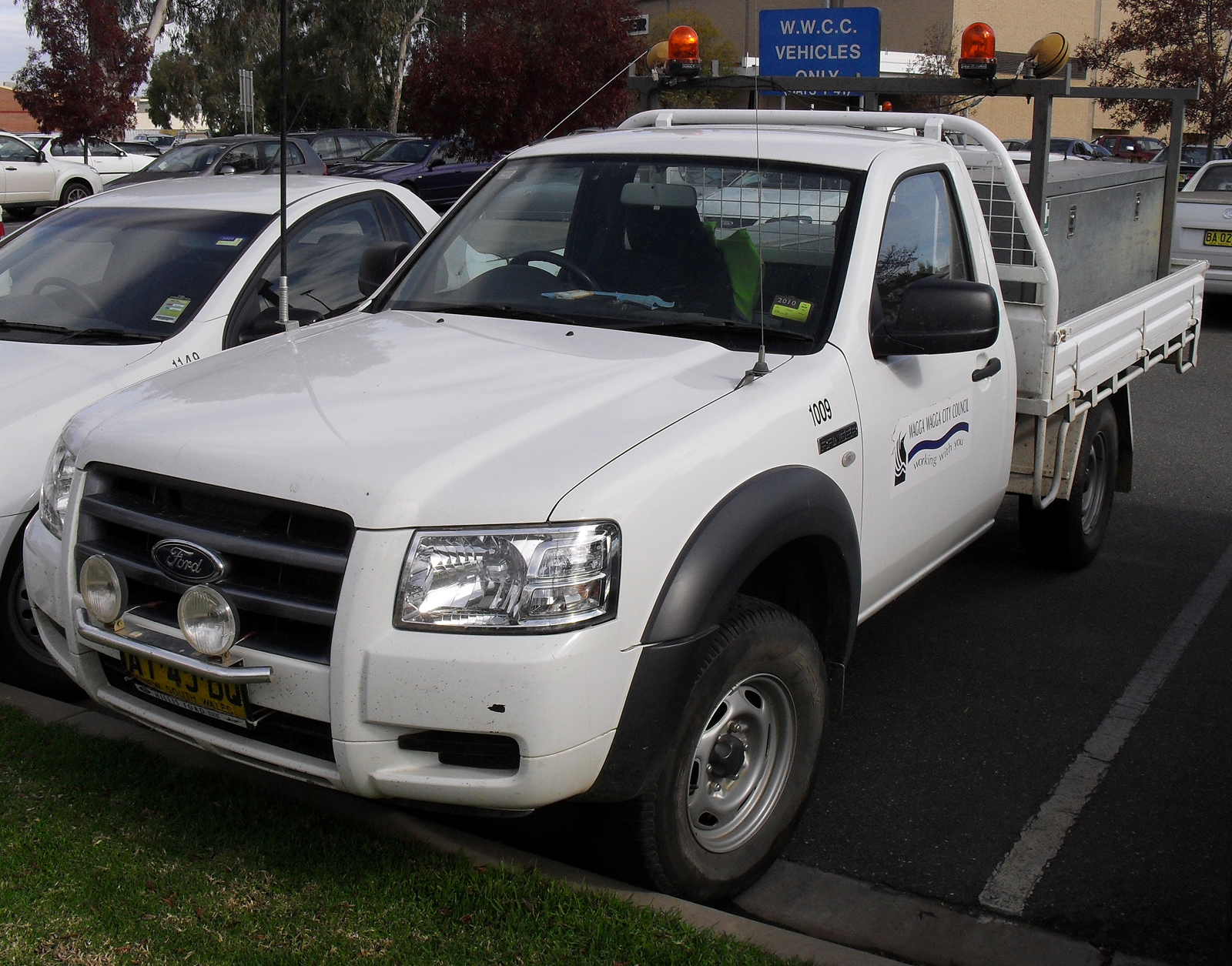
Utilitaire (phase 1).
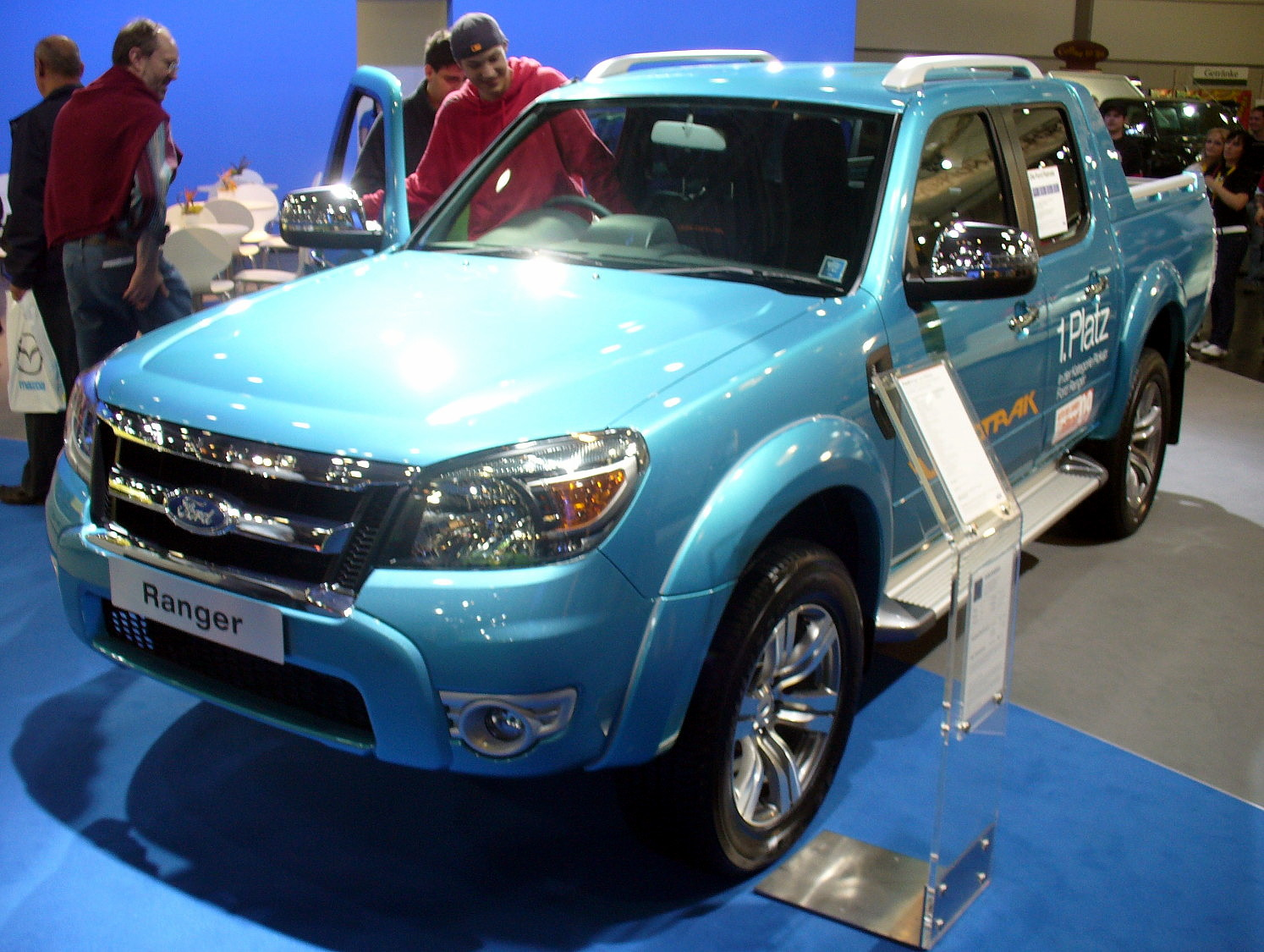
Double cabine (phase 2).
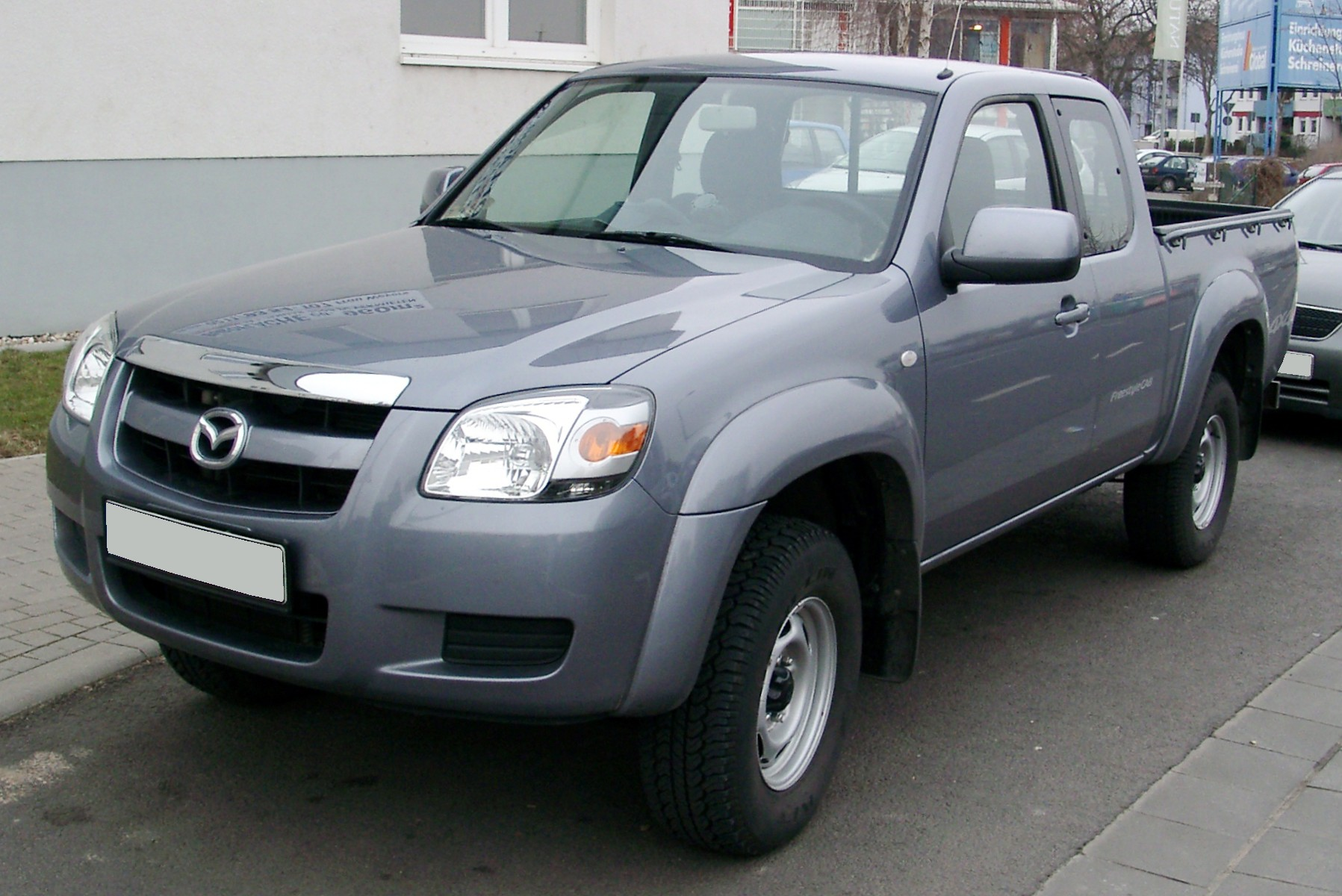
Mazda BT-50.
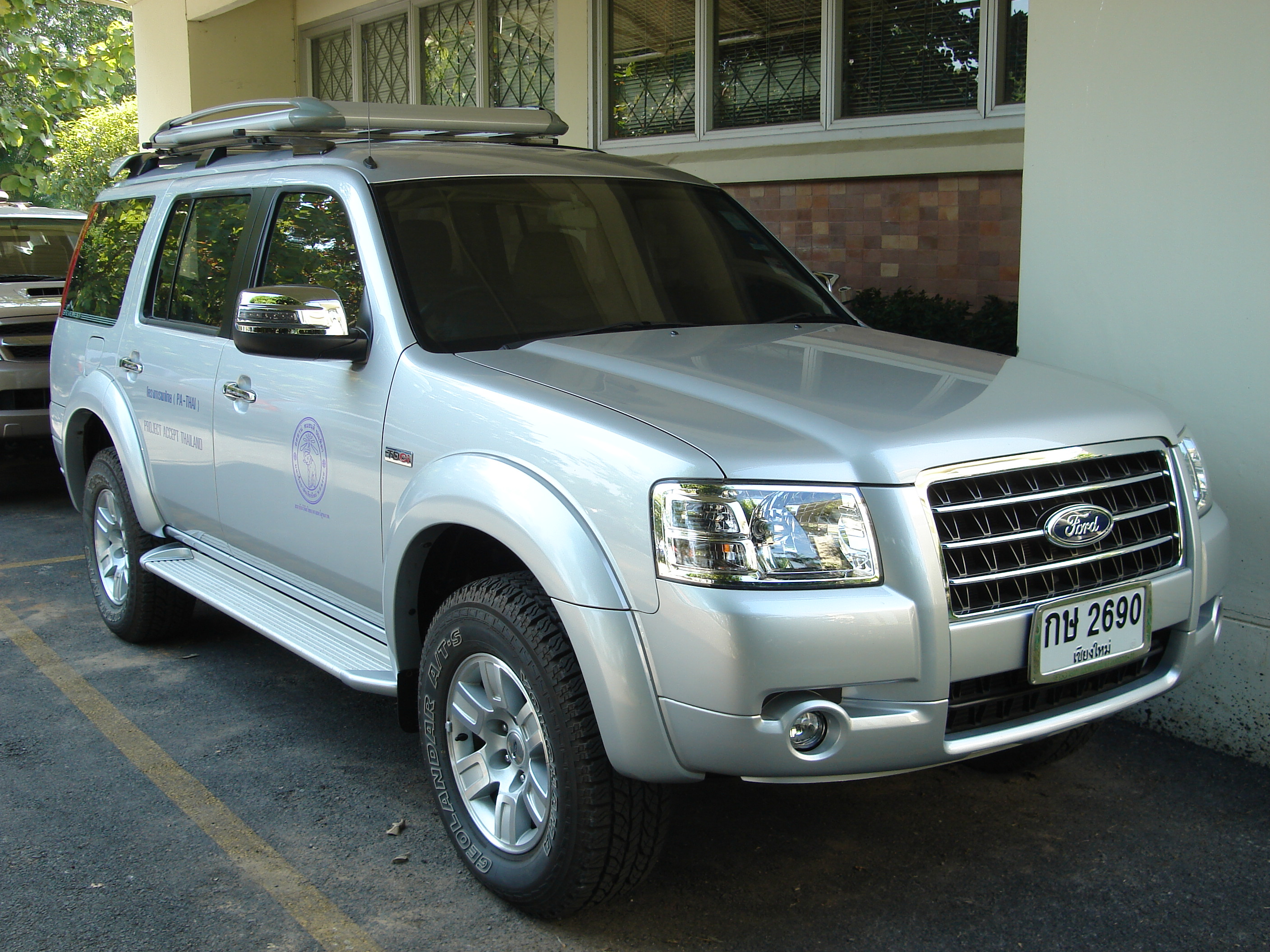
Ford Endeavour.

## Troisième génération (PX; 2011)
Article détaillé : Ford Ranger (T6)
 (décembre 2022).
Le contenu est difficilement compréhensible vu les erreurs de traduction, qui sont peut-être dues à l'utilisation d'un logiciel de traduction automatique.
L'appelation Ranger est consolidée sur une seule plate-forme qui a créé le Ranger T6[Quoi ?]. Il a remplacé à la fois le Ranger de 1998-2012 qui était vendu en Amérique du Nord et du Sud, et le Ranger PJ/PK qui était vendu dans les régions Asie-Pacifique, Amérique latine et Europe. Conçu par Ford Australie, le Ranger T6 a été dévoilé à l'Australian International Motor Show de Sydney en octobre 2010, et sa production a commencé mi-2011. Le Ford Ranger III est un pick-up commercialisé depuis 2012, et assemblé au Nigéria depuis novembre 2015. Il est commercialisé aux États-Unis à partir de janvier 2019.

### Présentation
Ford a pris la décision de commercialiser le Ford Ranger pour la première fois aux États-Unis en 2018, le marché des pick-up midsize ayant progressé de 83 % depuis 2014 sur le territoire américain. C'est la version restylée, présentée au salon de Détroit, qui y fera ses premiers tours de roues, recevant une nouvelle calandre, un capot et un bouclier redessinés comme le volet de la benne arrière, et une nouvelle signature lumineuse.

### Motorisations
|                                       | 2.0 EcoBlue                                                     | 2.0 EcoBlue                                                     | 2.0 EcoBlue                                                        | 2.2 TDCi                                                    | 2.2 TDCi                                                    | 2.2 TDCi                                                        | 2.2 TDCi                                                        | 3.2 TDCi                                                        |
| ------------------------------------- | --------------------------------------------------------------- | --------------------------------------------------------------- | ------------------------------------------------------------------ | ----------------------------------------------------------- | ----------------------------------------------------------- | --------------------------------------------------------------- | --------------------------------------------------------------- | --------------------------------------------------------------- |
| Disponibilité                         | 02/2019-                                                        | 02/2019-                                                        | 06/2019-                                                           | 03/2012–02/2016                                             | 02/2016 - 02/2019                                           | 03/2012–02/2016                                                 | 02/2016-02/2019                                                 | 03/2012-02/2020                                                 |
| Caractéristiques                      |                                                                 |                                                                 |                                                                    |                                                             |                                                             |                                                                 |                                                                 |                                                                 |
| Type de moteur                        | L4 Diesel                                                       | L4 Diesel                                                       | L4 Diesel                                                          | L4 Diesel                                                   | L4 Diesel                                                   | L4 Diesel                                                       | L4 Diesel                                                       | L5 Diesel                                                       |
| Alimentation                          | Turbo à géométrie variable et injection directe à rampe commune | Turbo à géométrie variable et injection directe à rampe commune | Bi-Turbo à géométrie variable et injection directe à rampe commune | Turbo à géométrie fixe et injection directe à rampe commune | Turbo à géométrie fixe et injection directe à rampe commune | Turbo à géométrie variable et injection directe à rampe commune | Turbo à géométrie variable et injection directe à rampe commune | Turbo à géométrie variable et injection directe à rampe commune |
| Cylindrée                             | 1 998 cm3                                                       | 1 998 cm3                                                       | 1 998 cm3                                                          | 2 198 cm3                                                   | 2 198 cm3                                                   | 2 198 cm3                                                       | 2 198 cm3                                                       | 3 198 cm3                                                       |
| Puissance maximale                    | 96 kW (130 ch) à 3 700 tr/min                                   | 125 kW (170 ch) à 3 500 tr/min                                  | 157 kW (213 ch) à 3 750 tr/min213 ch                               | 92 kW (125 ch) à 3 700 tr/min                               | 96 kW (130 ch) à 3 700 tr/min                               | 110 kW (150 ch) à 3 700 tr/min                                  | 118 kW (160 ch) à 3 700 tr/min                                  | 147 kW (200 ch) à 3 000 tr/min                                  |
| Couple maximal                        | 340 N m à 1 750 tr/min                                          | 420 N m à 1 750 tr/min                                          | 500 N m à 1 750 tr/min                                             | 320 N m à 2 000–3 600 tr/min                                | 330 N m à 1 500–2 500 tr/min                                | 375 N m à 1 500–2 500 tr/min                                    | 385 N m à 1 500–2 500 tr/min                                    | 470 N m à 1 500–2 750 tr/min                                    |
| Transmission                          |                                                                 |                                                                 |                                                                    |                                                             |                                                             |                                                                 |                                                                 |                                                                 |
| Transmission, série                   | Intégrale                                                       | Intégrale                                                       | Intégrale                                                          | Propulsion                                                  | Propulsion                                                  | Propulsion                                                      | Propulsion                                                      | Intégrale                                                       |
| Transmission, option                  | —                                                               | —                                                               | —                                                                  | [Intégrale]                                                 | [Intégrale]                                                 | [Intégrale]                                                     | [Intégrale]                                                     | —                                                               |
| Boîte de vitesses, série              | Manuelle 6 rapports                                             | Manuelle 6 rapports                                             | Manuelle 6 rapports                                                | Manuelle 6 rapports                                         | Manuelle 6 rapports                                         | Manuelle 6 rapports                                             | Manuelle 6 rapports                                             | Manuelle 6 rapports                                             |
| Boîte de vitesses, option             | —                                                               | Automatique 10 rapports (10R80)                                 | Automatique 10 rapports (10R80)                                    | —                                                           | —                                                           | Automatique 6 rapports (6R80) (+ transmission intégrale)        | Automatique 6 rapports (6R80) (+ transmission intégrale)        | Automatique 6 rapports (6R80) (+ transmission intégrale)        |
| Mesures                               |                                                                 |                                                                 |                                                                    |                                                             |                                                             |                                                                 |                                                                 |                                                                 |
| Vitesse maximale                      | 165 km/h                                                        | 180 km/h                                                        | 175 km/h                                                           | 170 km/h [175 km/h]                                         | 170 km/h [175 km/h]                                         | 175 km/h (limiteur)                                             | 175 km/h (limiteur)                                             | 175 km/h (limiteur)                                             |
| Accélération 0–100 km/h               |                                                                 |                                                                 | 10,5 s (10,6 s)                                                    | 13,1 s [13,9 s]                                             | 13,1 s [13,9 s]                                             | 11,2 s (12,4 s) [11,8 s]                                        | 11,8 s (12,8 s) [11,8 s]                                        | 10,9 s (10,6 s)                                                 |
| Consommation par 100 km (cycle mixte) | 6,6 l, Diesel                                                   | 7,2 l [7,8 l], Diesel                                           | 8,9 l Diesel                                                       | 7,3 l [7,6 l], Diesel                                       | 7,3 l [7,6 l], Diesel                                       | 8,0 l (9,4 l) [8,3–8,5 l], Diesel                               | 6,7 l (8,0 l) [6,5–7,1 l], Diesel                               | 9,5 l (10,4 l), Diesel 8,3 l (8,9 l), Diesel                    |
| Émissions de CO2 (cycle mixte)        | 209                                                             | 216                                                             | 228 [281]                                                          | 192–199 g/km                                                | 192–199 g/km                                                | 209–249 g/km                                                    | 177–209 g/km                                                    | 249–274 g/km 218–234 g/km                                       |
| Norme d'émission                      | Euro 6.2 (C & D-Temp)                                           | Euro 6.2 (C & D-Temp)                                           | Euro 6.2 (C & D-Temp)                                              | Euro 5                                                      | Euro 5                                                      | Euro 5                                                          | Euro 5                                                          | Euro 5                                                          |
| Capacité du réservoir                 | 80 litres                                                       | 80 litres                                                       | 80 litres                                                          | 80 litres                                                   | 80 litres                                                   | 80 litres                                                       | 80 litres                                                       | 80 litres                                                       |

|                                       | 2.5 Duratec                       |
| ------------------------------------- | --------------------------------- |
| Disponibilité                         | depuis 01/2017 ou 01/2017–01/2017 |
| Caractéristiques                      |                                   |
| Type de moteur                        | L4 essence                        |
| Alimentation                          | Atmosphérique                     |
| Cylindrée                             | 2 261 cm3                         |
| Puissance maximale                    | 122 kW (177 ch) à 5 500 tr/min    |
| Couple maximal                        | 226 N m à 4 500 tr/min            |
| Transmission                          |                                   |
| Transmission, série                   | Propulsion                        |
| Boîte de vitesses, série              | Manuelle 5 rapports               |
| Mesures                               |                                   |
| Vitesse maximale                      | ?km/h                             |
| Accélération 0–100 km/h               | ?s                                |
| Consommation par 100 km (cycle mixte) | —                                 |
| Émissions de CO2 (cycle mixte)        | —                                 |
| Norme d'émission                      | —                                 |
| Capacité du réservoir                 | 80 litres                         |

### Phase 1 (2012-2015)

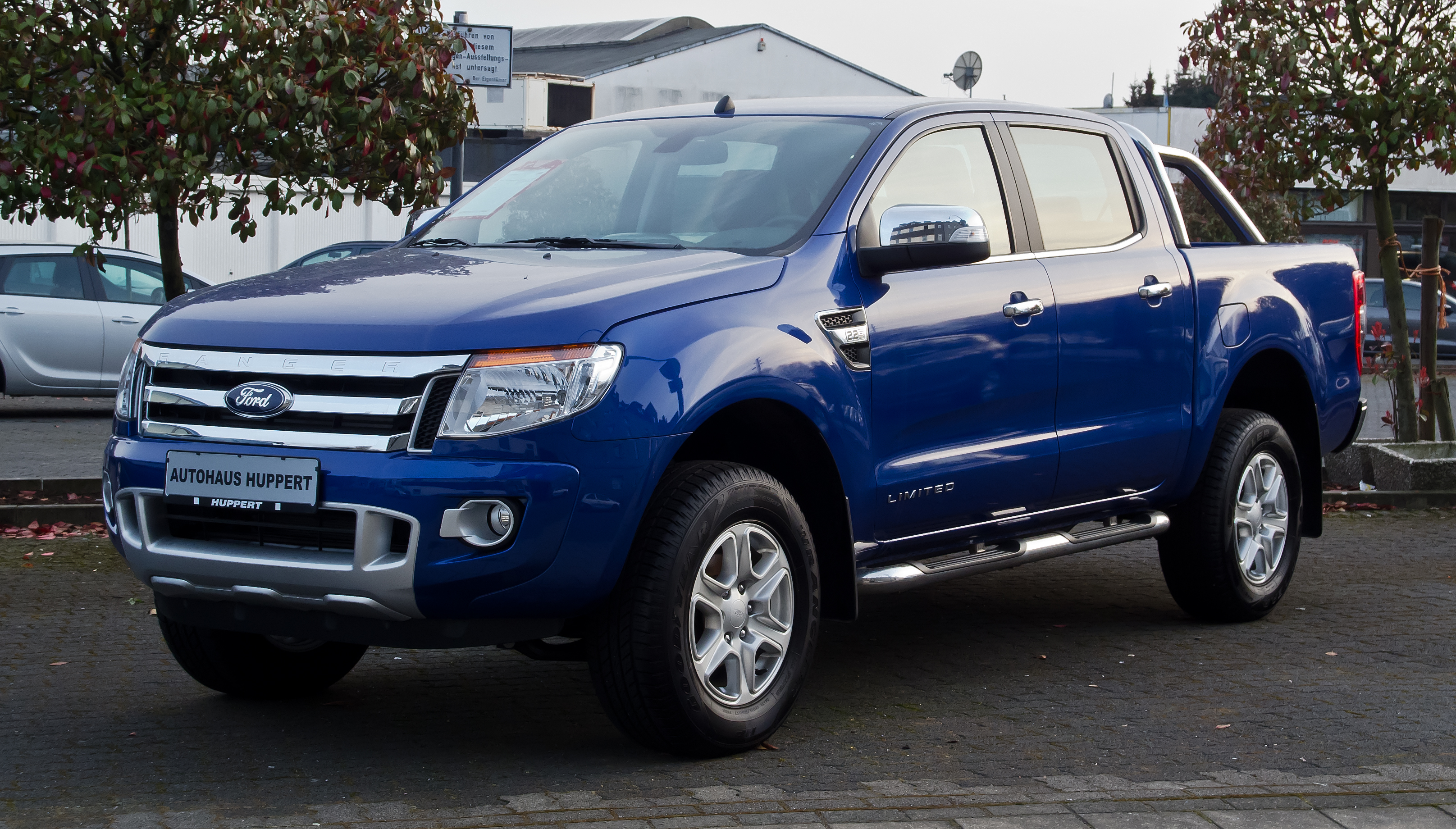
Avant - double cabine.
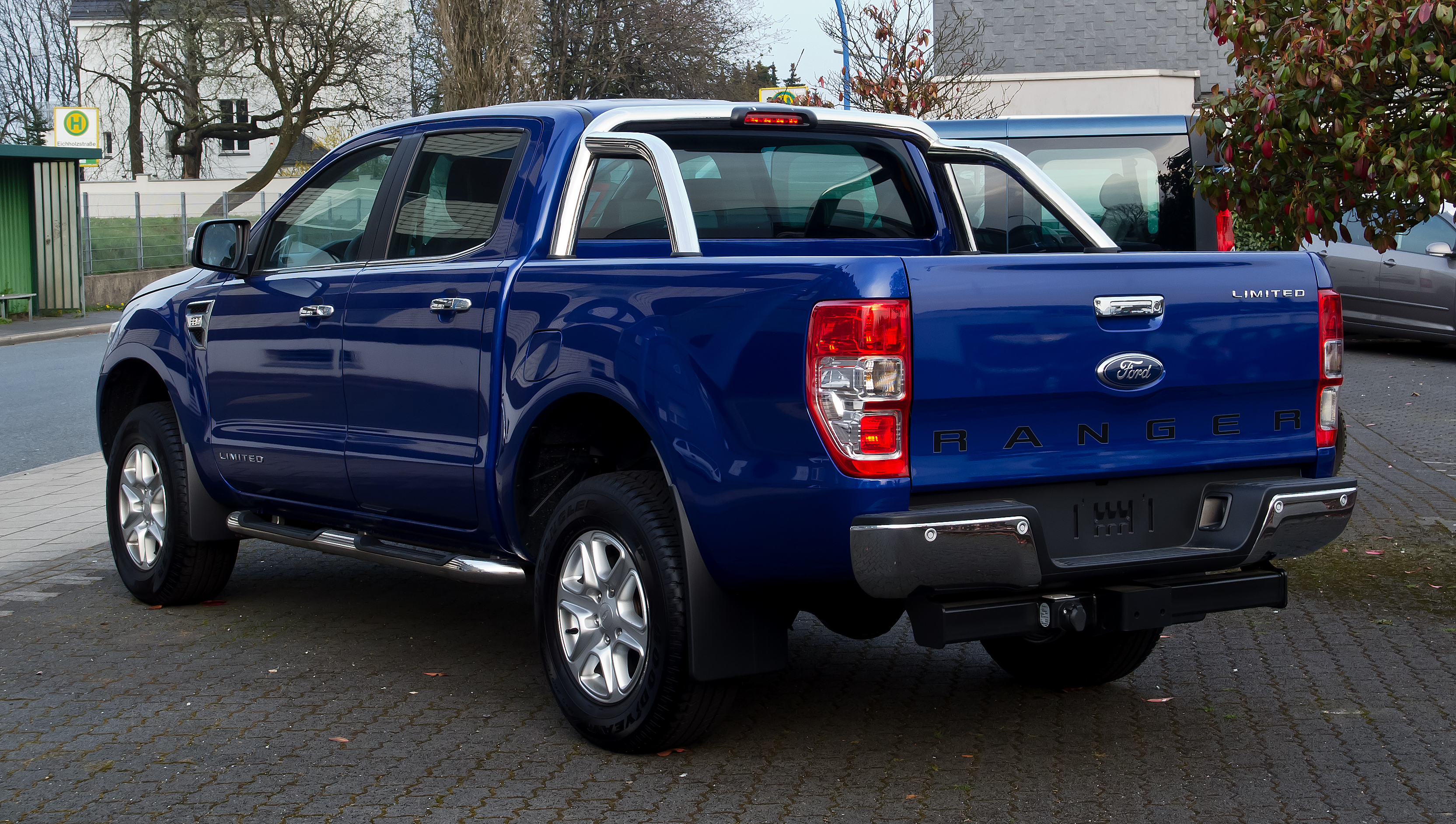
Arrière - double cabine.
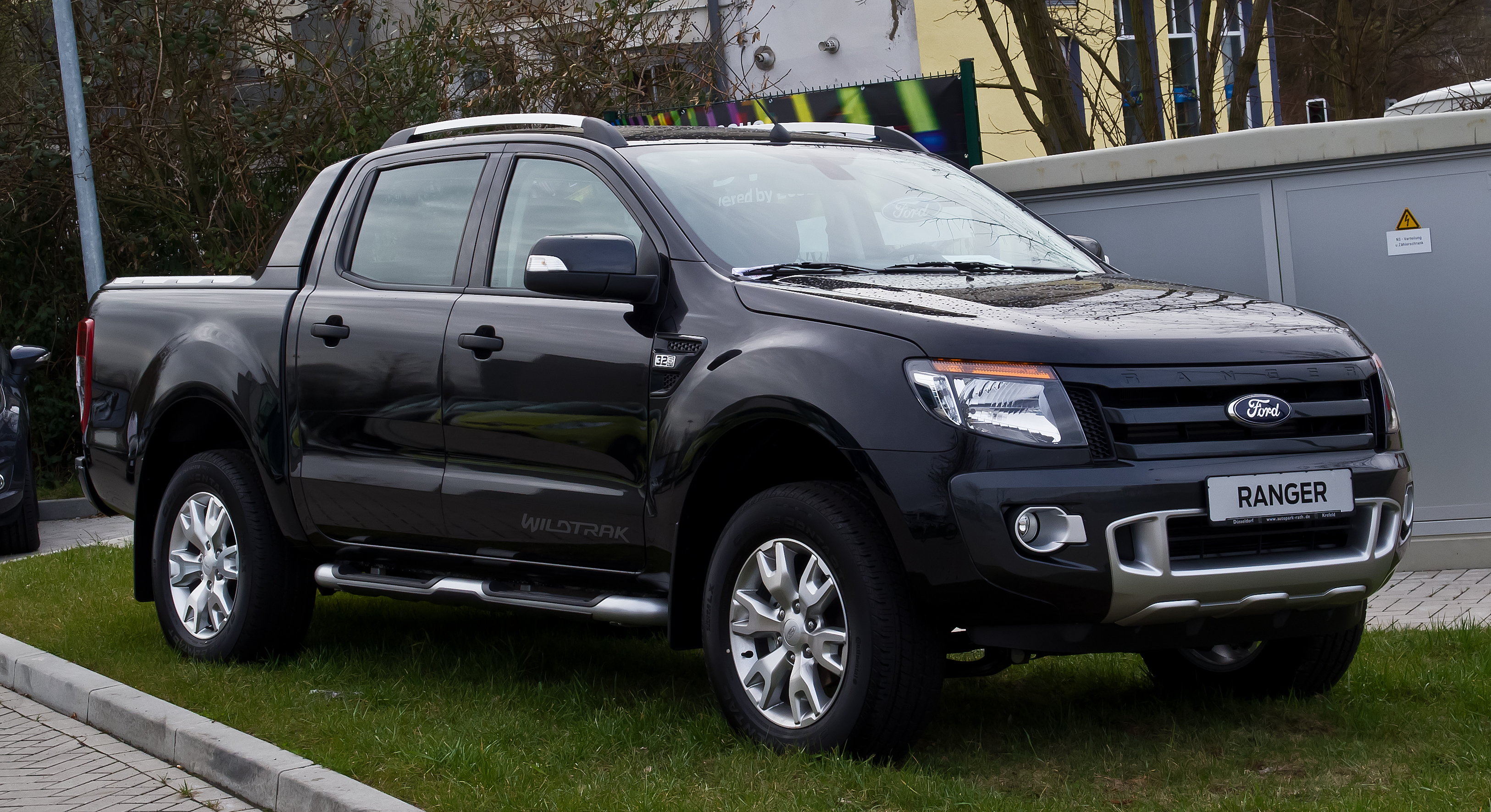
Finition « Wildtrak ».
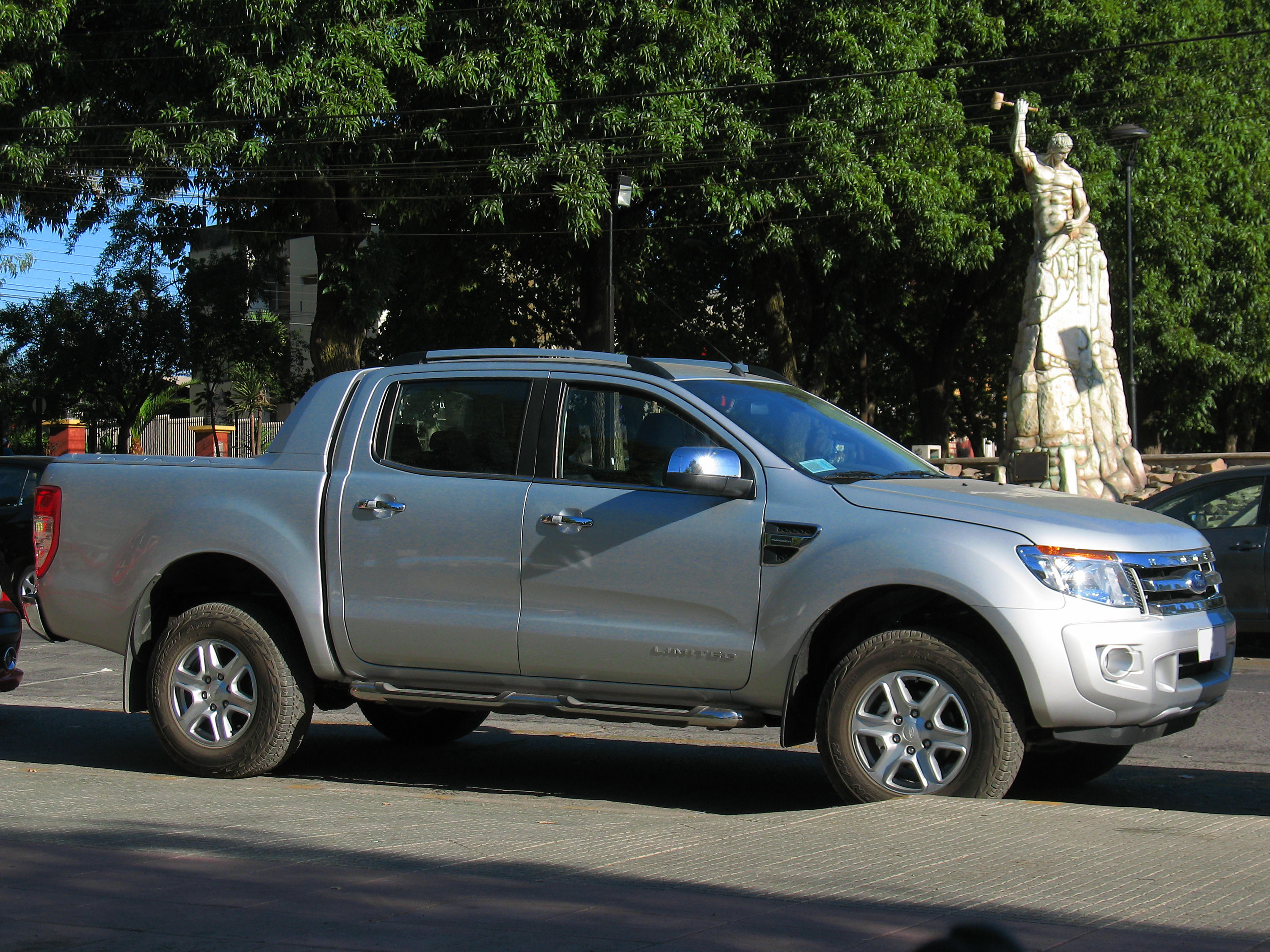
Ford Ranger « Limited »

### Phase 2 (2015-2018)

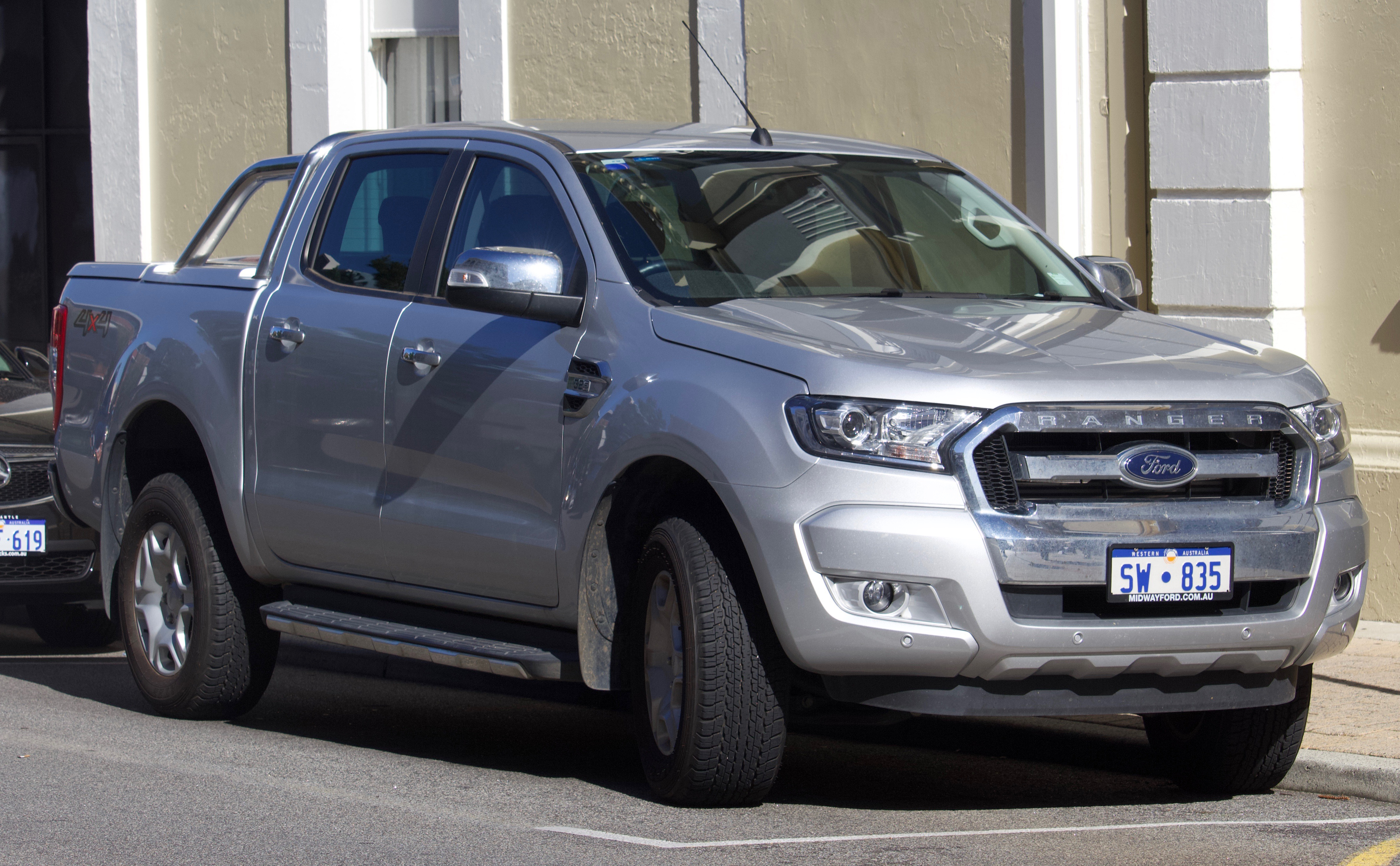
Ford Ranger XLT 4WD
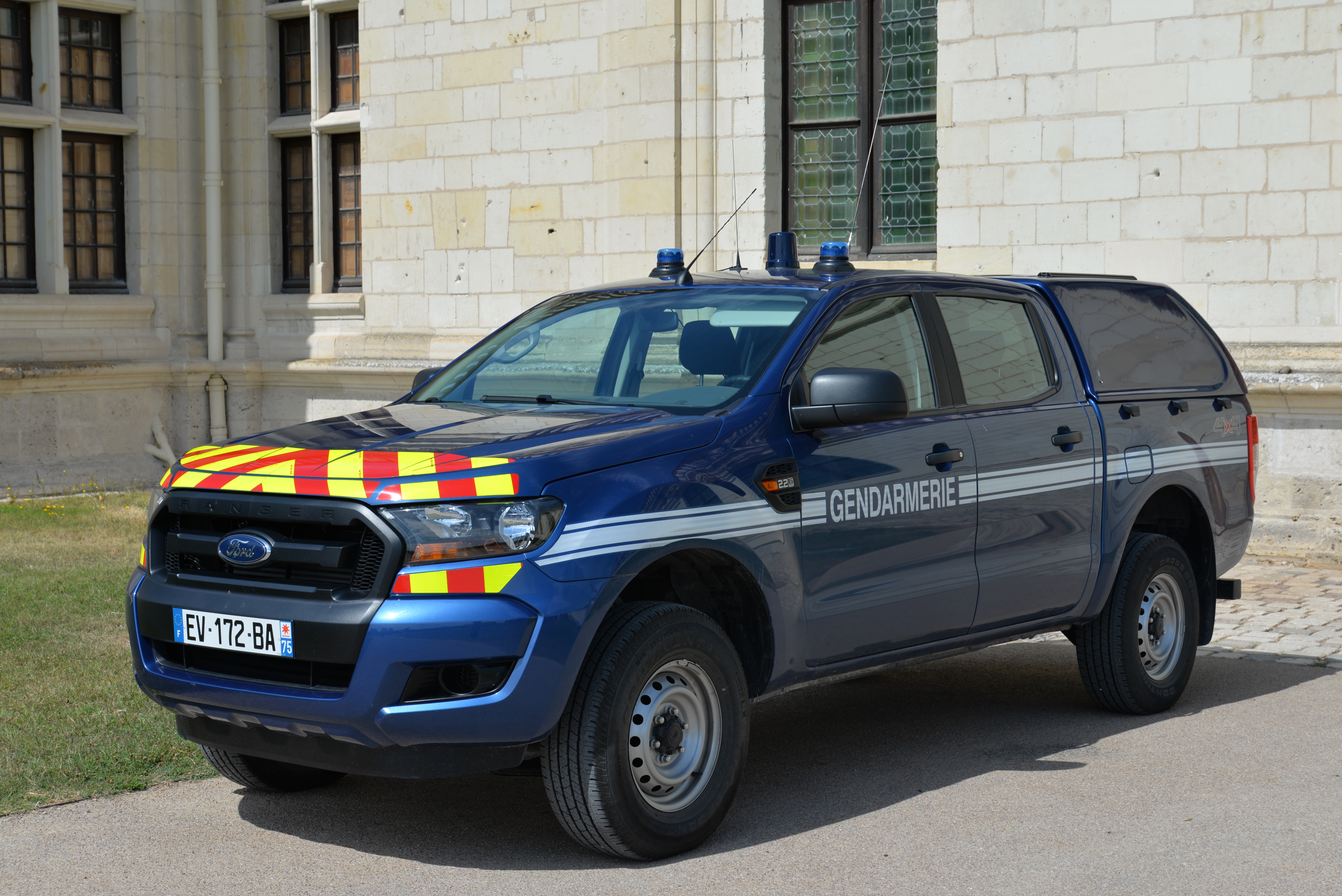
Un Ford Ranger avec son couvre-plateau pour la gendarmerie française.
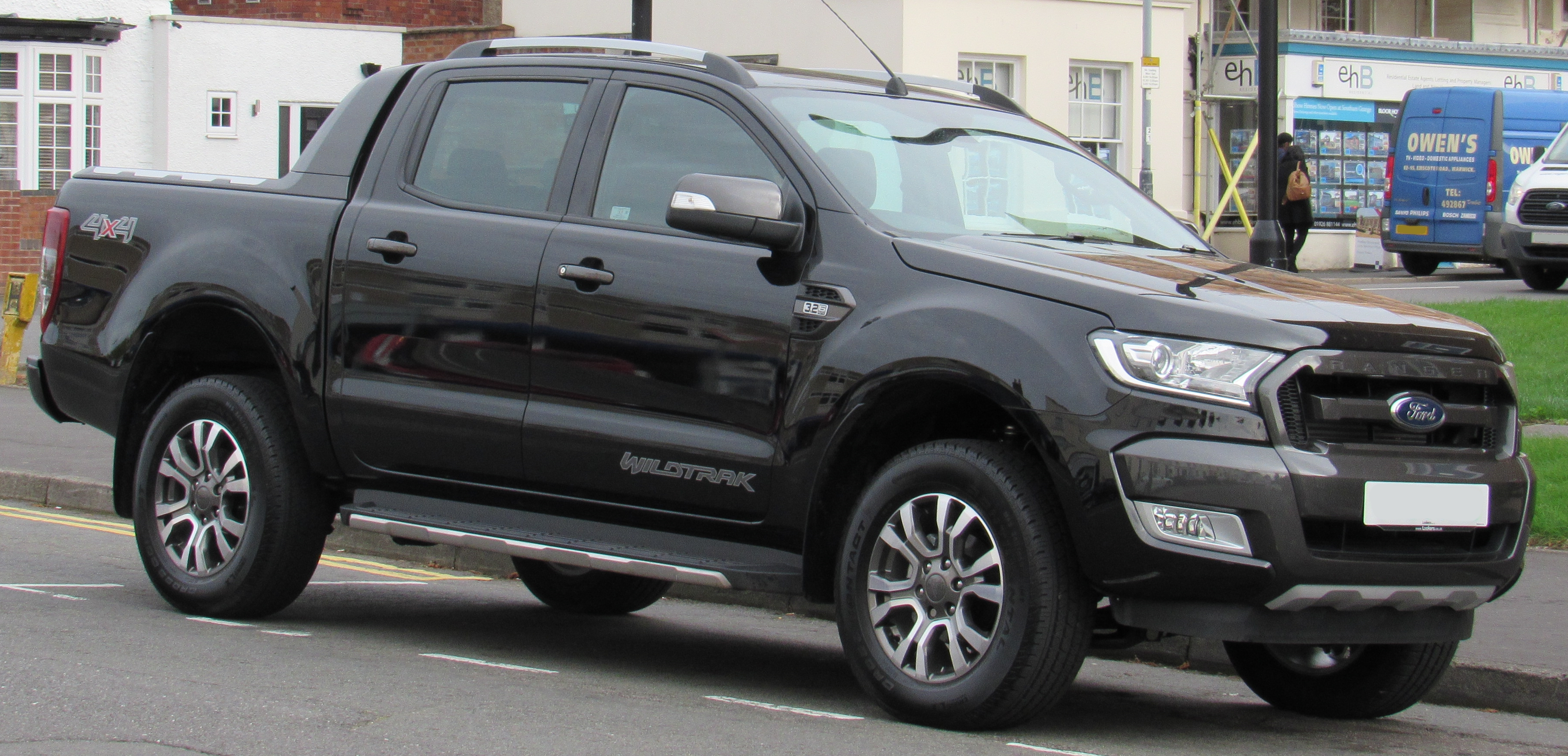
Finition « Wildtrak » Phase II

### Phase 3 (2018-2022)

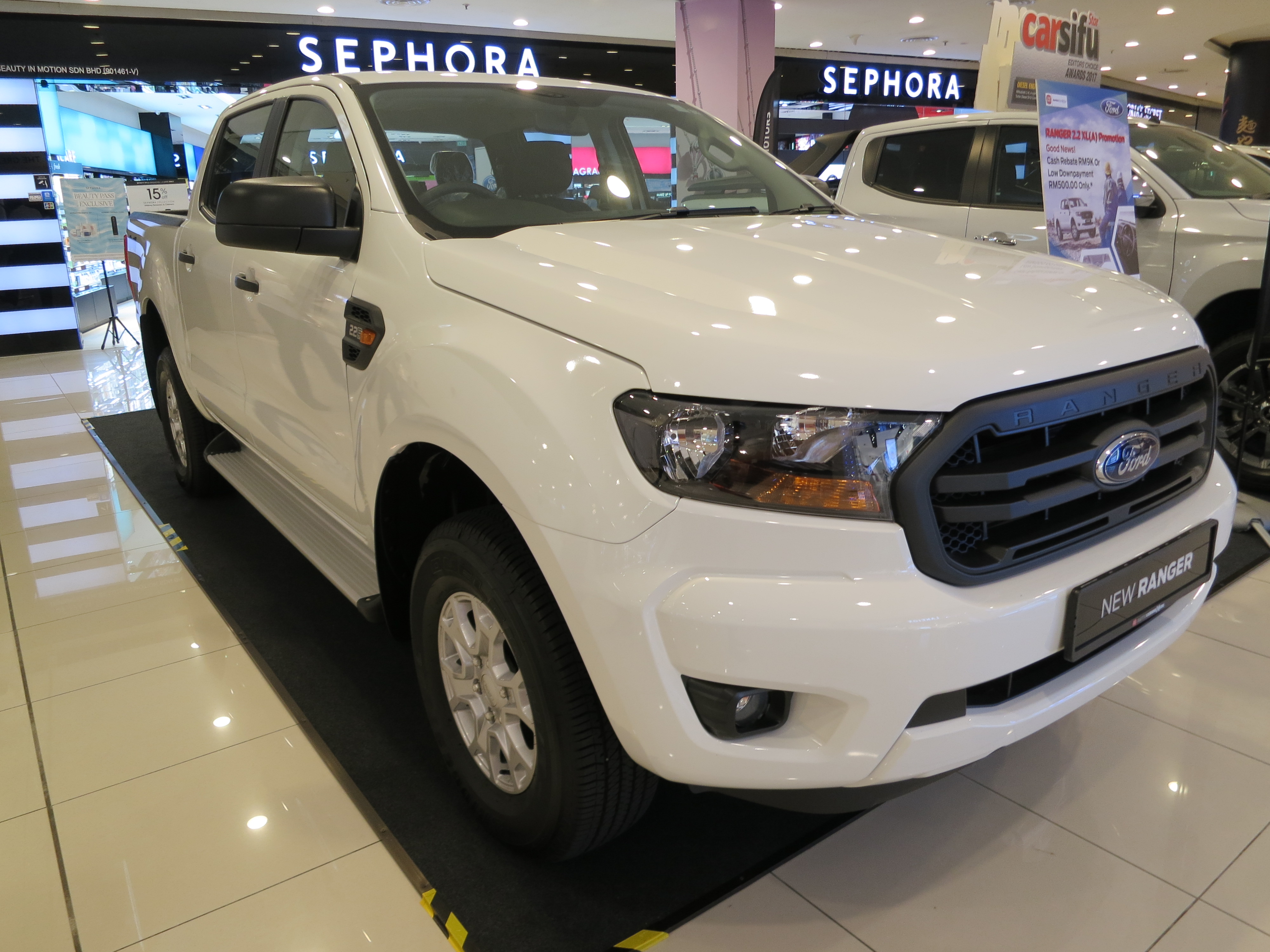
Ford Ranger 2.2 XL 2019

En 2018, le Ranger III est restylé une seconde fois ; cette phase 3 est d'abord commercialisée aux États-Unis. Il faudra attendre la fin de l'année 2019 pour la voir débarquer dans les pays européens, avec des modifications plus techniques que stylistiques. En effet, seul le bouclier avant est retouché, avec un contour des antibrouillards légèrement redessiné. Pour ce qui est des moteurs, le Ford Ranger fait l'impasse sur les 2,2 litres et 3,2 litres DuraTorq TDCi un peu après la parution de la phase 3, pour y laisser un 2.0 EcoBlue décliné en plusieurs niveaux de puissances. Ce dernier peut être couplé à une nouvelle boite automatique comptant dix rapports, inaugurée sur la Ford Mustang. Il faut aussi noter l'apparition de phares avant à LED sur cette ultime phase[réf. nécessaire].

#### Raptor
En 2018, la division sportive de Ford (Ford Performance) dévoile la version sportive du Ranger, le Ford Ranger Raptor, motorisée par un quatre-cylindres Diesel EcoBlue Bi-turbo 2 litres développant 213 ch et 500 N m associé à une nouvelle boîte de vitesses automatique Ford à dix rapports.
Le Ranger Raptor se distingue par ses ailes élargies, un essieu arrière rigide avec ressorts à lames avec des amortisseurs Fox Racing, une calandre spécifique et un bouclier monté sur un cadre indépendant. Il reçoit notamment un nouveau système de gestion du terrain (Terrain Management System) proposant six modes de conduite différents (Normal, Sport, Neige/Gravier/Herbe, Sable/Boue, Rocheux et Baja). En revanche, ses capacités de remorquage passent de 3 500 kilos à 2 500 kilos.
Le Raptor reçoit une finition et des équipements spécifiques avec entre autres des sièges avant électriques en Alcantara, un système de navigation avec écran tactile 8 pouces et des phares au Xénon qui seront remplacés par un éclairage LED en fin d'année 2019, ainsi que des protections de soubassements et des pneus BF Goodrich spéciaux. 
Le Ford Ranger Raptor est introduit en Europe en même temps que la phase 3, à savoir en fin 2019. 

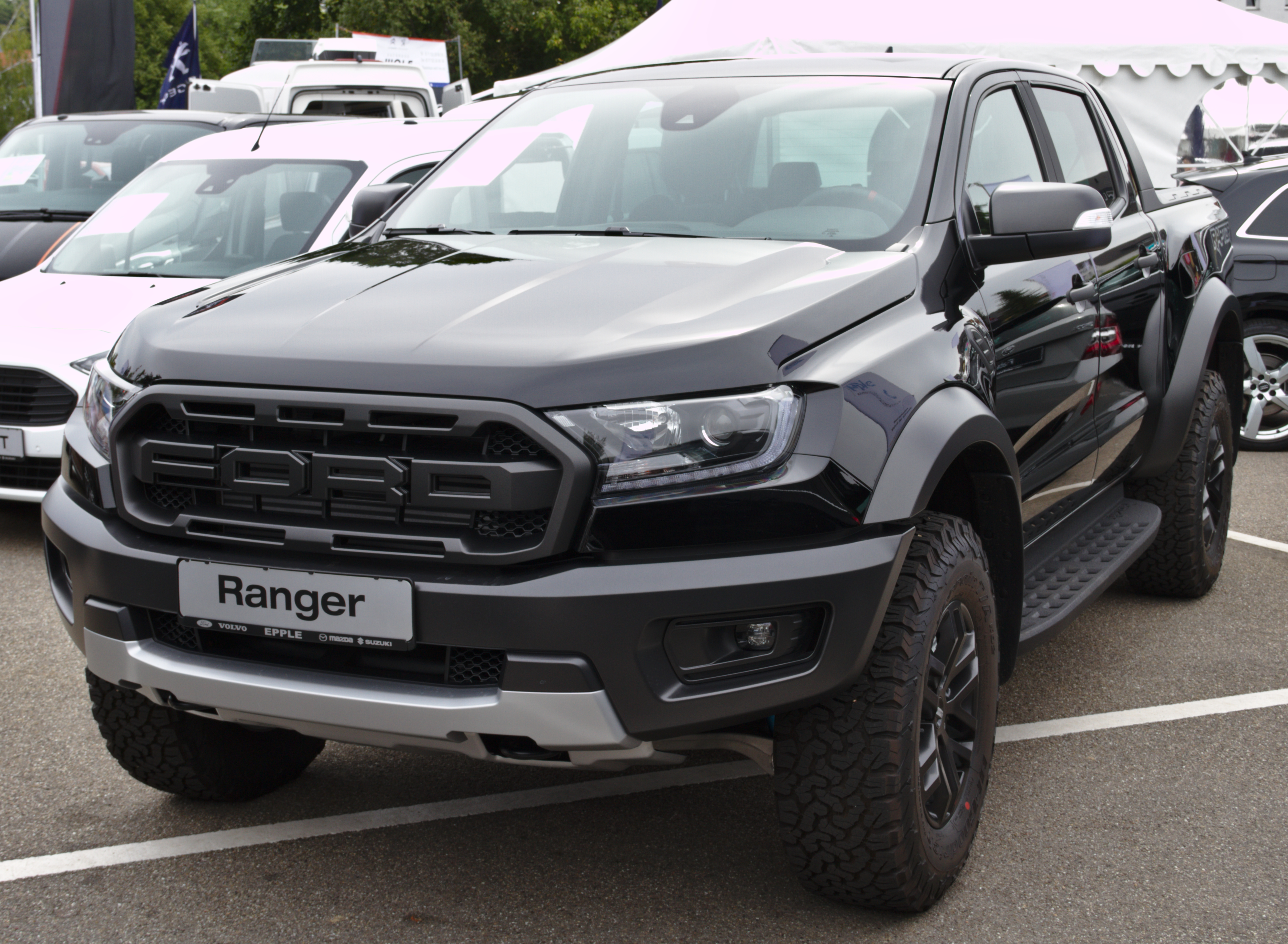
Ford Ranger Raptor 2019
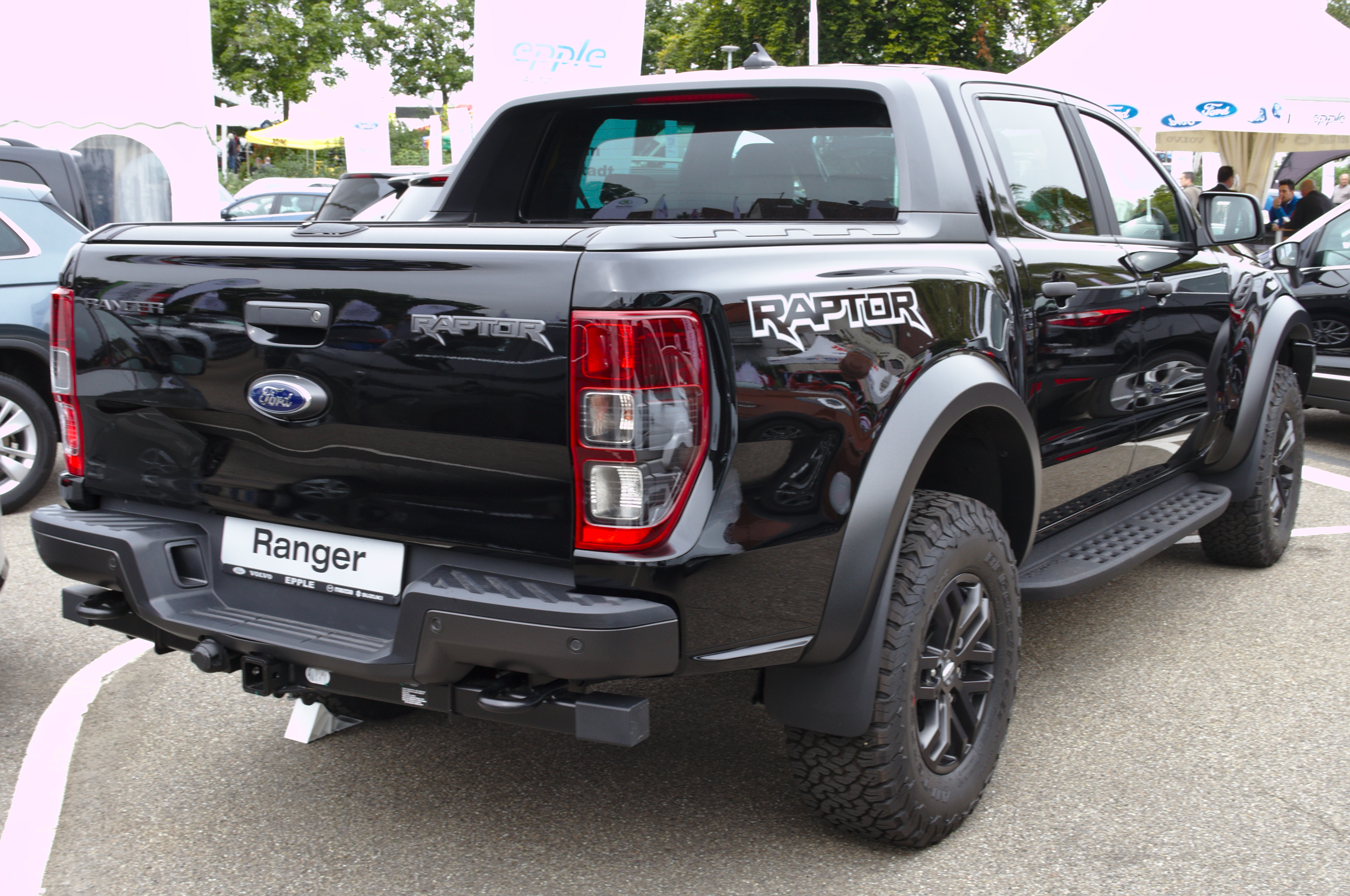
Vue de l'arrière.
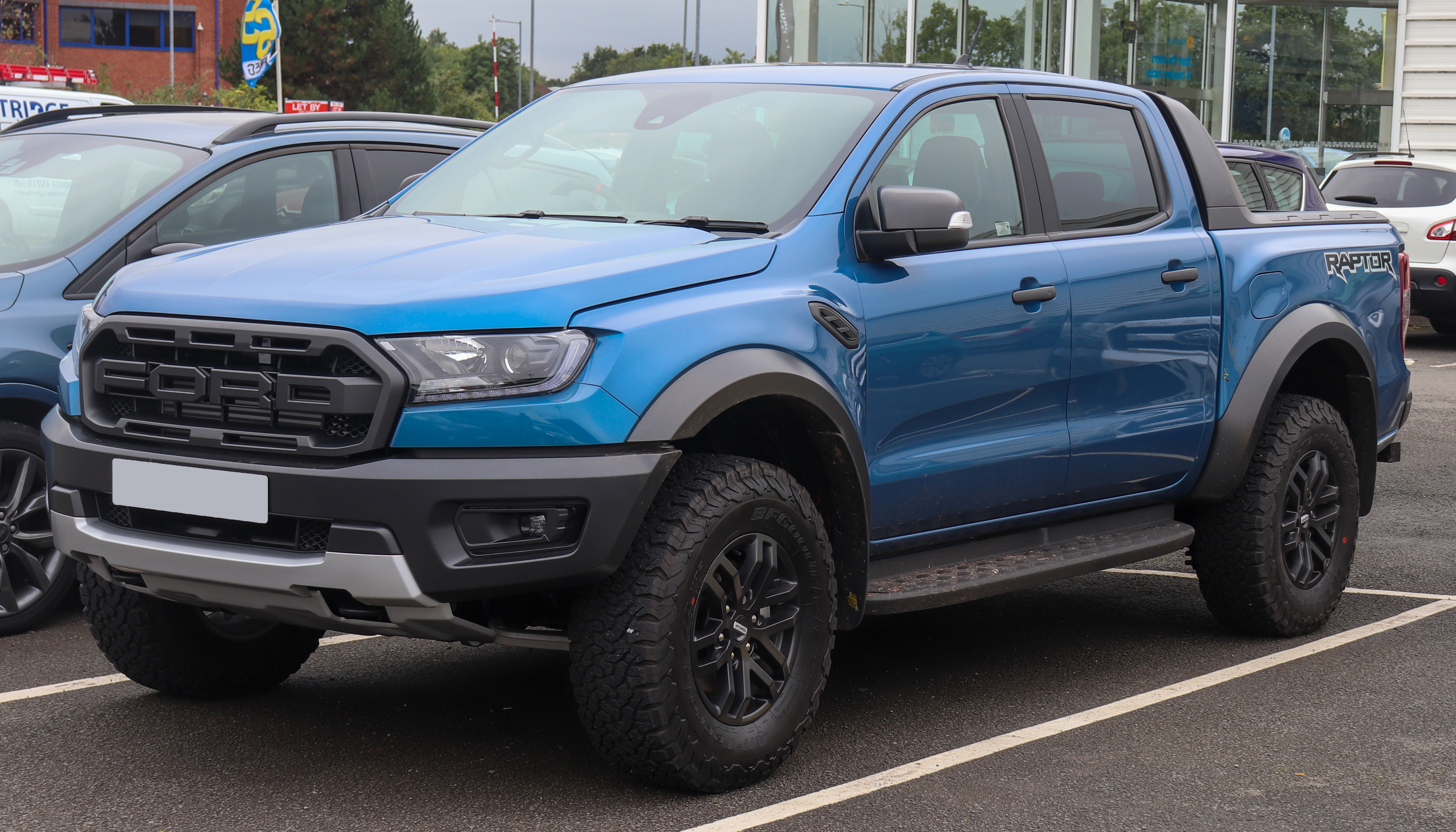
Ford Ranger Raptor 2019

### Séries limitées
- Thunder[32] (4 500 exemplaires)
- Stormtrak[33]
- Wolftrak
- Raptor Special Edition[34]

## Quatrième génération (2022-)
La quatrième génération de Ford Ranger est présentée en novembre 2022.

### Caractéristiques techniques
Le Ford Ranger IV repose sur le châssis T6 de la précédente génération dans une version modifiée appelée T6.2, qu'il partage avec le Volkswagen Amarok II,.
La largeur de chargement de la benne atteint 1 224 mm et peut ainsi accueillir une euro-palette standard entre ses passages de roue.
Ford présente le Ford Ranger PHEV, premier pick-up hybride rechargeable du continent, au parc des expositions de Hanovre (Allemagne) lors du salon IAA Transportation 2024. Il est doté d'un 4-cylindre 2.3 litres EcoBoost et d'un moteur électrique de 75 kW alimenté par une batterie d'une capacité de 11,8 kWh, pour une puissance cumulée de 279 ch et 690 N m de couple.

### Finitions
En France, les modèles Raptor sont importés de Thaïlande, et les autres versions d'Afrique du Sud.
- XL[40]
- XLT
- Limited
- Wildtrak
- Wildtrak X[41]
- Tremor
- Platinum[42]
- Raptor